# كولن فينت
كولن فينت (بالإنجليزية: Colin Vint)‏ هو لاعب كرة قدم أمريكي في مركز الهجوم، ولد في 20 نوفمبر 1984 في بيثيسدا في الولايات المتحدة. لعب مع SV Henstedt-Ulzburg ‏.